# Kitty Pryde
Katherine « Kitty » Pryde est une super-héroïne évoluant dans l'univers Marvel de la maison d'édition Marvel Comics. Créé par le scénariste Chris Claremont et le dessinateur John Byrne, le personnage de fiction apparaît pour la première fois dans le comic book X-Men #129 en janvier 1980.
Membre des X-Men, Kitty Pryde a fait usage de plusieurs noms de code, notamment Sprite, Ariel, Étincelle (en version française), Shadowcat et Star-Lord.

## Biographie du personnage

### Origines
Katherine Pryde naît à Deerfield dans l’État de l'Illinois. Son grand-père paternel, Samuel Prydeman, un juif européen, est déporté dans un camp de concentration pendant la Seconde Guerre mondiale ; sa sœur mariée, Chava Rosanoff, meurt pendant la Shoah. Samuel Prydeman est sauvé de la mort à la fin de la guerre par l'US Army, et plus tard émigre aux États-Unis.
Katherine Pryde fait sa première apparition dans les comics à l'âge de 13 ans, en tant que jeune fille juive possédant des capacités intellectuelles élevées lui permettant de suivre des cours au lycée malgré son jeune âge. À l'époque, elle tombe amoureuse d'un de ses camarades de classe mais, au moment de lui révéler ses sentiments, elle l'entend proférer des propos antisémites à une personne âgée ; Kitty en sort très affectée. Elle mène ensuite une vie normale jusqu'à ce qu'elle se mette à souffrir de migraines qui, s'intensifiant au fil des jours, trahissent l’émergence de son pouvoir mutant.

### Débuts chez les X-Men
Détectée par Cerebro, l'ordinateur détecteur de mutants des X-Men, le recrutement de Kitty Pryde fait l'objet d'une rivalité entre le professeur Charles Xavier, le leader des X-Men et Emma Frost, la Reine Blanche du Club des Damnés qui dirigeait l’Académie du Massachusetts, et qui était en réalité une façade pour entraîner de jeunes mutants à devenir des criminels à la solde du Club des Damnés (les Hellions).
Après une journée pleine de dangers, Kitty intègre avec enthousiasme l'équipe des X-Men. Dès son arrivée, Kitty tombe amoureuse de Piotr Rasputin (Colossus). Elle reste le personnage symbole de la jeunesse chez les X-Men en tant que plus jeune membre, et tisse également des liens très forts avec Ororo Munroe (Tornade), Wolverine et Kurt Wagner (Diablo).
Lors d'une mission contre les Broods, de dangereux extraterrestres, elle noue une relation amicale avec un petit dragon extra-terrestre, baptisé Lockheed qui la sauve de ces envahisseurs de l'espace. Néanmoins, Kitty doit abandonner le dragon sur la planète Brood qui explose juste après la téléportation des X-Men sur un autre vaisseau.
Le personnage de Kitty Pryde apporte alors à la série une certaine fantaisie, notamment à travers son célèbre conte de fées. Néanmoins, sa jeunesse pousse le professeur Xavier à l'intégrer à l'équipe des Nouveaux Mutants.
Kitty fait alors tout pour montrer au Professeur X que sa place est avant tout chez les X-Men et non chez les Nouveaux mutants. Elle réussit à convaincre le professeur lorsqu'elle affronte dans les sous-sols de l'institut des créatures venues de l'espace, qu'elle ne réussit cependant pas à vaincre toute seule. En effet, le dragon Lockheed refait son apparition et sauve une nouvelle fois Kitty. Après cet incident, Xavier juge « l'enfant » apte à rester chez les X-Men. Cependant, bien que ne faisant pas partie des Nouveaux Mutants, elle noue une amitié très forte avec Illyana Raspoutine (Magik), la sœur de Piotr, et Doug Ramsey (Cypher) avec qui elle partage sa précocité intellectuelle et sa passion pour l'informatique.

### Parcours
Malgré sa notoriété plus faible que les autres mutants de l'équipe, Kitty Pryde est pourtant l'un des personnages centraux de deux des histoires les plus fameuses des X-Men : Futur antérieur (Days of the future past) où une version d'elle-même provenant d'un avenir en 2013 remonte le temps en 1980 pour empêcher un attentat, et l'histoire Dieu crée, l'Homme détruit (en) (X-Men: God Loves, Man Kills), qui sera à l'origine du scénario du film X-Men 2.
À plusieurs reprises, elle se révèle être un excellent avocat de la cause mutante, prônant la diversité, la tolérance et la cohabitation pacifique entre humains et mutants.
Lors d'une aventure au Japon, elle est possédée par le démon Ogun (en), qui lui fait subir l'équivalent d'une vie entière d'entraînement ninja. Elle surmonte son influence avec l'aide de Wolverine, qui est depuis l'un de ses plus proches amis, à la fois professeur et grand frère.

### Mutant Massacre
Pendant le massacre des Morlocks dans les égouts de New York par l'équipe des Maraudeurs de Mister Sinistre, Kitty Pryde est gravement blessée par Harpon. Elle n'arrive plus à retrouver sa forme tangible et ses molécules menacent de se dissoudre dans l'air.
Transporté en urgence en Latvérie pour trouver un traitement, elle devient l'enjeu d'un conflit entre les Quatre Fantastiques et les X-Men (dirigés alors par Magnéto), ces derniers étant venus en dernier recours chercher l'aide du Docteur Fatalis après avoir essuyé un refus de Red Richards (Mr Fantastique), alors en pleine crise existentielle. Kitty ne survit que grâce aux pouvoirs de Psycloke, et est finalement sauvée par Fatalis et Richards qui, après s'être affrontés, unissent leur talents pour la rendre de nouveau tangible (motivés en ce sens par le jeune Franklin Richards, un ami de Kitty),.
Cependant, à la suite de cela, Kitty a désormais une nature intangible. En effet, seule sa volonté lui permet de se rendre palpable. Ayant besoin de repos, elle prend congé des X-Men avec Diablo, avec lequel elle s'installe sur l'île de Muir. Son problème d'intangibilité se résoudra avec le temps en fonction des scénaristes.

### Chez Excalibur
Persuadés comme le reste du monde de la mort des autres X-Men à Dallas, Kitty Pryde fonde avec Diablo en Grande-Bretagne l'équipe Excalibur, composée également de Rachel Summers (Phénix II), Brian Braddock (Captain Britain) et la métamorphe Meggan. Elle a une liaison avec l’agent secret britannique Peter Wisdom, nettement plus âgé qu'elle. L'équipe est dissoute plus tard. Kitty, Kurt Wagner et Colossus rejoignent l'Amérique pour retourner auprès des X-Men revenus des morts.

### Genosha
Kitty Pryde quitte l'équipe une fois de plus après la mort de Colossus. Essayant de reprendre une vie normale, elle reprend ses études universitaires à Chicago où elle est l'une des plus brillantes élèves de sa promotion. Cette période ne lui procure pas de réel répit, puisque son père meurt à Genosha durant l'attaque des sentinelles de Cassandra Nova, et qu'elle doit ensuite lutter sur le campus contre l'organisation Pureté qui prône la violence contre les mutants, n'hésitant pas à faire de nombreuses victimes innocentes pour faire avancer leur cause.
Alors qu'elle continue ses études tranquillement à Chicago, William Stryker, un évangéliste, la fait kidnapper. Elle est libérée grâce à l'intervention des X-Treme X-Men.

### Dans l'équipe d'Emma Frost
Alors que Kitty Pryde est décidée à ne pas revenir dans une équipe X, Emma Frost la rappelle pour qu'elle intègre l'équipe des Astonishing X-Men. D'abord réticente à l'idée de travailler avec l'ancienne Reine Blanche, elle finit par accepter : Emma Frost ne se fait pas elle-même confiance et compte sur la méfiance de Kitty pour repérer un éventuel comportement suspect. Au cours d'une des premières aventures de la nouvelle équipe, Kitty découvre que son ami Colossus n'est pas mort.
Elle disparait après avoir fusionné avec un projectile géant dirigé vers la Terre pour la détruire. Devenu intangible, le missile traverse la planète sans dommage mais se perd avec Kitty dans l'espace. Emma Frost découvre en inspectant mentalement le missile que Kitty est toujours en vie. Mais à force d'être dans le missile, elle a de plus en plus de mal à en sortir. Magnéto utilise son pouvoir sur le magnétisme pour ramener le missile sur Terre. Finalement, Kitty est extraite du missile.
Étant trop restée intangible, elle éprouve des difficultés à se rendre solide. Le Club-X la garde sur Utopia. Le problème est résolu lors qu'elle fut tuée puis ressuscitée par une habitante du Breakworld.

### Le Schisme
À la suite du schisme des X-Men, Kitty Pryde quitte Utopia et s'installe à l'ancienne école des X-Men. Elle en devient la codirectrice avec Wolverine.
Après la défaite de Cyclope et des Phénix, pour faire face aux départs des différents professeurs, elle rappelle Tornade qui prendra ensuite la direction de l'école.
Elle devient par la suite le professeur attitré des cinq premiers X-Men issus du passé et bloqués à l'époque contemporaine. Elle est d'ailleurs surnommée « Professeur K », en référence à Charles Xavier, le « Professeur X ».
Avec les cinq premiers X-Men, elle se joindra plus tard à la révolution mutante de Cyclope.
Lors des différentes aventures spatiales dans l'empire Shi'ar, elle entamera une relation amoureuse avec Peter Quill (Star-Lord) puis reprendra son costume lorsqu'il sera devenu empereur de Spartax.

## Pouvoirs et capacités

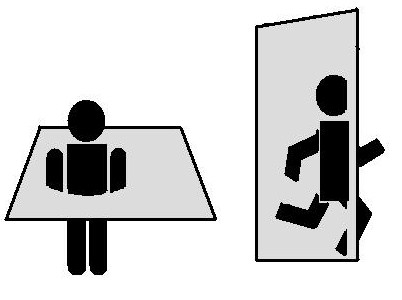
Le professeur de physique James Kakalios a tenté d'utiliser la mécanique quantique pour expliquer le pouvoir d'intangibilité de Kitty Pryde.
Il l'a décrit comme une capacité à contrôler son propre « quantum macroscopique » (fonction d'onde), ce qui augmente la probabilité de son « effet tunnel » de près de 100 % à volonté.

Kitty Pryde est une mutante qui possède le pouvoir de passer à travers la matière solide, ce qui lui procure un état physique d'intangibilité totale.
En complément de ses pouvoirs, Kitty Pryde est une femme surdouée avec le quotient intellectuel d'un génie ; ses spécialités sont l'informatique et l'électronique. Elle est aussi particulièrement douée pour le combat corps à corps, ayant appris les arts martiaux auprès de Wolverine et du démon Ogun (en).
- Avec son pouvoir d’intangibilité, Kitty Pryde peut « filtrer » tout ce qu'elle touche (ses vêtements, des passagers ou même des objets de très grande taille qui deviennent eux-aussi intangibles). Lorsqu'elle le fait avec des ennemis, elle peut les incruster dans la matière. En se concentrant davantage, elle est également capable de franchir certains champs de force.
- Elle peut court-circuiter les appareils électriques si elle les traverse alors qu'elle est intangible.
- En échappant à la rotation de la terre lorsqu'elle est intangible, elle peut se déplacer instantanément sur de longues distances (un terrain et demi de football en une seconde).
- Lorsqu'elle est intangible, elle peut aussi « marcher sur l'air », comme si elle montait ou descendait un escalier invisible.

Cependant, son pouvoir s'applique à l'intégralité de son corps ; elle ne peut pas faire « filtrer » des parties de son corps comme bon lui semble.
Son pouvoir est quelquefois décrit de manière imagée comme sa capacité à passer à travers « les obstacles de la vie » et à aller de l'avant.

## Versions alternatives
Dans l’Ère d'Apocalypse, Kitty est mariée à Piotr Rasputin (Colossus) avec qui elle entraine la nouvelle génération de mutants (X-Génération). Dans cette réalité, son apparence et son caractère sont très différents. Elle est vêtue entièrement de noir et possède via deux gants à chaque poignet trois griffes rétractables, comme l'Arme X, et ce, combiné à ses pouvoirs, la rend très dangereuse au corps à corps. Elle ne cesse de parler (Piotr s'en plaint perpétuellement), est extrêmement violente et cynique ; elle a des cheveux très courts et fume.
Durant la guerre contre Apocalypse, elle sauve son mari et sa belle-sœur Illyana des camps de Sugarman, abandonnant derrière elle ses jeunes protégés. Lors de l'assaut final contre Apocalypse, elle est accidentellement tuée par son mari, ayant tenté de l'empêcher de rejoindre sa sœur.

## Apparitions dans d'autres médias
Sauf indication contraire, les informations mentionnées dans cette section peuvent être confirmées par la base de données cinématographiques IMDb,  présente dans la section « Liens externes ».

### Cinéma
Interprétée par Sumela Kay (en) puis Katie Stuart
- 2000 : X-Men réalisé par Bryan Singer.
- 2003 : X-Men 2 réalisé par Bryan Singer.

Interprétée par Elliot Page (alors crédité « Ellen Page »)
- 2006 : X-Men : L'Affrontement final réalisé par Brett Ratner.
- 2014 : X-Men: Days of Future Past réalisé par Bryan Singer.

### Télévision
- 2000-2003 : X-Men: Evolution (série d'animation)
- 2008-2009 : Wolverine et les X-Men (série d'animation)

### Jeu vidéo
- 2005 : X-Men Legends II : L'Avènement d'Apocalypse